# Altin Zeqiri
Altin Zeqiri (Espoo, 18 luglio 2000) è un calciatore finlandese naturalizzato kosovaro, attaccante del Çaykur Rizespor e della nazionale kosovara.

## Carriera

### Club
Ha giocato nella prima divisione finlandese ed in quella turca.

### Nazionale
Ha esordito con la nazionale kosovara il 12 ottobre 2023, nella partita di qualificazione all'Europeo 2024 vinta per 0-3 contro l'Andorra, segnando la terza rete dell'incontro.

## Statistiche

### Presenze e reti nei club
Statistiche aggiornate al 12 ottobre 2023.
| Stagione        | Squadra         | Campionato      | Campionato | Campionato | Coppe nazionali | Coppe nazionali | Coppe nazionali | Coppe continentali | Coppe continentali | Coppe continentali | Altre coppe | Altre coppe | Altre coppe | Totale | Totale |
| Stagione        | Squadra         | Comp            | Pres       | Reti       | Comp            | Pres            | Reti            | Comp               | Pres               | Reti               | Comp        | Pres        | Reti        | Pres   | Reti   |
| --------------- | --------------- | --------------- | ---------- | ---------- | --------------- | --------------- | --------------- | ------------------ | ------------------ | ------------------ | ----------- | ----------- | ----------- | ------ | ------ |
| sett. 2017      | Espoo           | K               | 2          | 3          | CF              | 0               | 0               |                    | -                  | -                  |             | -           | -           | 2      | 3      |
| 2018            | Espoo           | K               | 18         | 3          | CF              | 0               | 0               |                    | -                  | -                  |             | -           | -           | 18     | 3      |
| gen.-ago. 2019  | Espoo           | K               | 10         | 5          | CF              | 3               | 0               |                    | -                  | -                  |             | -           | -           | 13     | 5      |
| Totale Espoo    | Totale Espoo    | Totale Espoo    | 30         | 11         |                 | 3               | 0               |                    | -                  | -                  |             | -           | -           | 33     | 11     |
| ago.-dic. 2019  | Lahti           | V               | 6+1        | 1          | CF              | -               | -               |                    | -                  | -                  |             | -           | -           | 7      | 1      |
| 2020            | Lahti           | V               | 20         | 2          | CF              | 3               | 1               |                    | -                  | -                  |             | -           | -           | 23     | 3      |
| 2021            | Lahti           | V               | 18         | 7          | CF              | 3               | 0               |                    | -                  | -                  |             | -           | -           | 21     | 7      |
| 2022            | Lahti           | V               | 25+2       | 3+1        | CF+CdL          | 5+2             | 0+3             |                    | -                  | -                  |             | -           | -           | 34     | 7      |
| gen.-ago. 2023  | Lahti           | V               | 15         | 4          | CF+CdL          | 3+5             | 1+3             |                    | -                  | -                  |             | -           | -           | 23     | 8      |
| Totale Lahti    | Totale Lahti    | Totale Lahti    | 84+3       | 17+1       |                 | 21              | 8               |                    | -                  | -                  |             | -           | -           | 108    | 26     |
| ago. 2023-2024  | Çaykur Rizespor | SL              | 7          | 0          | TK              | 0               | 0               | -                  | -                  | -                  | -           | -           | -           | 7      | 0      |
| Totale carriera | Totale carriera | Totale carriera | 121+3      | 28+1       |                 | 24              | 8               |                    | -                  | -                  |             | -           | -           | 148    | 37     |

### Cronologia presenze e reti in nazionale
| Cronologia completa delle presenze e delle reti in nazionale ― Kosovo | Cronologia completa delle presenze e delle reti in nazionale ― Kosovo | Cronologia completa delle presenze e delle reti in nazionale ― Kosovo | Cronologia completa delle presenze e delle reti in nazionale ― Kosovo | Cronologia completa delle presenze e delle reti in nazionale ― Kosovo | Cronologia completa delle presenze e delle reti in nazionale ― Kosovo | Cronologia completa delle presenze e delle reti in nazionale ― Kosovo | Cronologia completa delle presenze e delle reti in nazionale ― Kosovo |
| Data                                                                  | Città                                                                 | In casa                                                               | Risultato                                                             | Ospiti                                                                | Competizione                                                          | Reti                                                                  | Note                                                                  |
| --------------------------------------------------------------------- | --------------------------------------------------------------------- | --------------------------------------------------------------------- | --------------------------------------------------------------------- | --------------------------------------------------------------------- | --------------------------------------------------------------------- | --------------------------------------------------------------------- | --------------------------------------------------------------------- |
| 12-10-2023                                                            | Andorra la Vella                                                      | Andorra                                                               | 0 – 3                                                                 | Kosovo                                                                | Qual. Euro 2024                                                       | 1                                                                     | 75’                                                                   |
| 18-11-2023                                                            | Basilea                                                               | Svizzera                                                              | 1 – 1                                                                 | Kosovo                                                                | Qual. Euro 2024                                                       | -                                                                     | 46’                                                                   |
| 21-11-2023                                                            | Pristina                                                              | Kosovo                                                                | 0 – 1                                                                 | Bielorussia                                                           | Qual. Euro 2024                                                       | -                                                                     | 56’ 83’                                                               |
| Totale                                                                |                                                                       | Presenze                                                              | 3                                                                     |                                                                       | Reti                                                                  | 1                                                                     |                                                                       |